# Arme nucléaire

Carte des États dotés de l'arme nucléaire en 2023
États possédant l'arme nucléaire selon le TNP (États-Unis, Russie, Royaume-Uni, France, République populaire de Chine)
États ayant reconnu posséder l'arme nucléaire (Inde, Pakistan, Corée du Nord)
État possédant l'arme nucléaire sans reconnaissance officielle (Israël)
États hébergeant l'arme nucléaire à travers l'Organisation du traité de l'Atlantique nord (OTAN) à cette date (Belgique, Allemagne, Pays-Bas, Italie, Turquie)
État hébergeant l'arme nucléaire hors OTAN (Biélorussie)
États anciennement dotés de l'arme nucléaire (Biélorussie, Kazakhstan, Ukraine, Afrique du Sud)

Une arme nucléaire est une arme non conventionnelle qui utilise l'énergie dégagée par la fission de noyaux atomiques lourds (uranium, plutonium dans le cas de la bombe A), ou par une combinaison de ce phénomène avec celui de la fusion de noyaux légers (hydrogène dans le cas des bombes H). L'énergie libérée par l'explosion s'exprime par son équivalent en TNT.
L'arme nucléaire a été utilisée de façon opérationnelle uniquement par les États-Unis lors des bombardements des villes japonaises de Hiroshima et de Nagasaki durant la Seconde Guerre mondiale, entraînant entre cent mille et deux cent vingt mille morts. Ses effets destructeurs sont principalement dus au souffle, comme pour les explosifs classiques, mais également aux brûlures et incendies provoqués par sa température élevée, et à l'effet des radiations. En raison de ces capacités de destruction sans commune mesure avec celles des armes conventionnelles, l'arme nucléaire devient dès la fin des années qui suivent son emploi contre le Japon, une arme de dissuasion visant à décourager toute attaque contre les intérêts vitaux d'une nation par crainte pour l'agresseur de subir en retour des destructions massives qui excéderaient de loin les avantages escomptés.
Différentes stratégies de dissuasion nucléaire sont élaborées pendant la guerre froide, au cours de laquelle jusqu'à 70 000 têtes nucléaires seront accumulées par les États-Unis, l'Union soviétique, la Chine, le Royaume-Uni et la France, les cinq États par ailleurs membres permanents du Conseil de sécurité de l'ONU. Depuis la fin de la guerre froide, les stocks d'armes nucléaires ont été largement réduits jusqu'à environ 14 000 têtes nucléaires fin 2017. En revanche, malgré le traité sur la non-prolifération des armes nucléaires de 1968, l'Inde, le Pakistan, Israël et la Corée du Nord ont développé l'arme nucléaire, portant à neuf le nombre d'États la possédant.

## Armes et essais nucléaires

### Types d'armes nucléaires
| Pays             | Année | Nom de code         | Type | Puissance |
| ---------------- | ----- | ------------------- | ---- | --------- |
| États-Unis       | 1945  | Trinity             | A    | 19 kt     |
| Union soviétique | 1949  | RDS-1               | A    | 22 kt     |
| Royaume-Uni      | 1952  | Opération Hurricane | A    | 22 kt     |
| États-Unis       | 1952  | Ivy Mike            | H    | 10 Mt     |
| Union soviétique | 1953  | RDS-37              | H    | 1,6 Mt    |
| Royaume-Uni      | 1957  | Grapple             | H    | 0,8 Mt    |
| France           | 1960  | Gerboise bleue      | A    | 70 kt     |
| Chine            | 1964  | 596                 | A    | 22 kt     |
| Chine            | 1967  | Test No. 6          | H    | 3,3 Mt    |
| France           | 1968  | Canopus             | H    | 2,6 Mt    |
| Inde             | 1974  | Smiling Buddha      | A    | 12 kt     |
| Pakistan         | 1998  | Chagai-I            | A    | 40 kt     |
| Corée du Nord    | 2006  | Essai de 2006       | A    | <1 kt     |
| Corée du Nord    | 2017  | Essai de 2017       | H    | 120 kt    |

Les deux grands types d'armes nucléaires sont les bombes à fission nucléaire ou « bombes A » et les bombes à fusion nucléaire, aussi appelées bombes thermonucléaires ou « bombes H ». Leur puissance est mesurée par équivalence avec celle de l'explosion de trinitrotoluène (TNT) : deux unités sont utilisées, la kilotonne (kt) valant 1 000 tonnes de TNT et la mégatonne (Mt) valant un million de tonnes de TNT. Dans ces deux grandes familles, des armes plus spécialisées ont été conçues en fonction d'effets spéciaux recherchés, comme la bombe à neutrons.

#### Premières bombes
Le premier essai nucléaire est effectué le 16 juillet 1945 par les États-Unis ; il s'agit d'une bombe A d'une puissance de 19 kt. Les bombes A utilisées pour les bombardements d'Hiroshima et de Nagasaki sont de puissance comparable. Les bombes A ont une puissance inférieure à 500 kt et la plupart des tests effectués ne dépassent pas une puissance de 100 kt. L'Union soviétique procède à sa première explosion nucléaire en 1949, le Royaume-Uni en 1952, la France en 1960 et la Chine en 1964.
Les bombes H sont beaucoup plus puissantes. Le premier test d'une bombe thermonucléaire est réalisé par les États-Unis le 1er novembre 1952, sa puissance de 10 Mt est plus de 500 fois supérieure à celle des bombes A d'Hiroshima et Nagasaki. De nom de code Ivy Mike, cet engin de 82 tonnes est purement expérimental. En 1954, les États-Unis procèdent sur l'atoll de Bikini à l'explosion d'une bombe H de nom de code Castle Bravo, qui dégage une puissance de 15 Mt, soit deux fois et demi plus qu'attendu, conçue dans le but de développer une arme à usage militaire. Plus puissante bombe testée par les Américains, elle provoque la pire contamination radioactive de l'histoire de leurs essais nucléaires. En 1955, les États-Unis commencent à produire en série la bombe Mk-21 d'une puissance de 4 Mt, dont les dimensions (3,81 m de long et 1,42 m de diamètre) et le poids (6,8 tonnes) sont compatibles avec les capacités d'emport de leurs bombardiers stratégiques ; 275 de ces bombes sont fabriquées durant les six premiers mois de l'année 1956.
Le premier essai soviétique d'une bombe H, nommé RDS-37, a lieu le 12 août 1953, puis le 15 mai 1957 pour le Royaume-Uni. La bombe H la plus puissante jamais testée est la Tsar Bomba, de plus de 50 Mt, que l'Union soviétique fait exploser en 1961.

#### Miniaturisation
- 1 : Efficacité théorique maximale (6 kt/kg)
- A : Premières bombes H
- B : Little Boy et Fat Man
- C : Armes tactiques de faibles puissances explosives et de faibles masses

Comparaison masse/puissance explosive des armes de l'arsenal nucléaire des États-Unis de 1945 à 1993.
Graphique logarithmique de la puissance explosive en kilotonnes (axe vertical) en fonction de la masse d'explosif nucléaire en kilogrammes (axe horizontal) de toutes les armes nucléaires fabriquées par les États-Unis de 1945 à 1993. Pour les ogives à puissance explosive variable, la puissance et la masse ont été tracés à leur valeur maximale.
Le graphique contient quelques informations supplémentaires :
Ogives nucléaires du Enduring Stockpile
Bombes nucléaires du Enduring Stockpile larguées depuis les airs

La miniaturisation des armes nucléaires répond à un impératif de performance. Il s’agit par exemple d’augmenter la puissance produite pour une même quantité de matière. Cela peut permettre de réduire le coût de transport de l’arme. Un autre intérêt de la miniaturisation réside dans son transport par des vecteurs différents comme ce fut le cas pour le passage de la bombe au missile. Cette étape est particulièrement complexe puisqu’il s’agit de rendre la bombe suffisamment compacte pour la monter sur une ogive de missile, mais aussi suffisamment robuste pour survivre à un tir balistique intercontinental. De façon générale, ce processus de miniaturisation de l'arme a entraîné une diversification des vecteurs et des objectifs. Voir ci-dessous le paragraphe armes nucléaires tactiques.
Les premières bombes nucléaires produites durant la Seconde Guerre mondiale, Little Boy et Fat Man, pèsent plus de quatre tonnes. Leurs premières évolutions américaines vont vers une réduction de poids pour une puissance généralement supérieure. Ainsi le modèle Mark-5, produit à partir de 1952, est la première bombe légère et ne pèse plus que 1 300 kg. Plusieurs versions en sont produites, d'une puissance comprise entre 6 et 120 kt. Largable depuis tous les types de bombardiers américains, cette bombe est en service jusqu'en 1963.
Puis la diminution du poids et des dimensions rend possible d'en dériver le premier obus nucléaire dès 1952, le W9. D'une masse de 364 kg, sa puissance de 15 kt est équivalente à celle de la bombe d'Hiroshima. Cet obus est tiré par le canon atomique M65 de 280 mm. L’étape suivante fut le développement d’une tête nucléaire de missile à partir de 1954 pour équiper le MGM-1 Matador, premier missile de croisière sol-sol américain, et 35 exemplaires pour le SSM-N-8A Regulus, premier missile de croisière américain tiré depuis un navire de surface ou un sous-marin.
La miniaturisation s’est poursuivie avec la mise en place de plusieurs têtes nucléaires dans les missiles. Voir à ce sujet la section « Ogives à têtes multiples » ci-dessous.

#### Ogives à têtes multiples: le «mirvage»

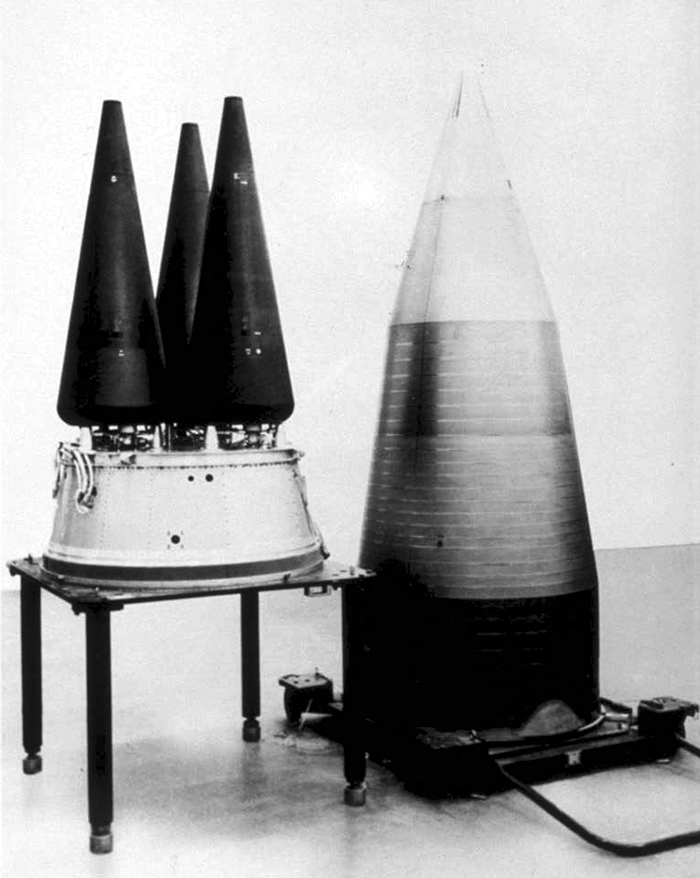
3 véhicules de rentrée Mark 12A contenant les charges explosives W78 (à gauche) sont contenues sous la coiffe du missile (à droite).

Développé dans les années 1960, le « mirvage » consiste à équiper un missile de plusieurs têtes nucléaires guidées chacune vers une cible distincte. Ce néologisme vient de l'acronyme anglais MIRV (multiple independently targeted reentry vehicle, « vecteur à rentrée multiple et ciblage autonome »). L'intérêt en est qu'avec un seul vecteur, de coût unitaire élevé, il est possible d'atteindre plusieurs cibles en multipliant ainsi l'efficacité, notamment dans une stratégie de destruction des forces nucléaires stratégiques adverses, dite « stratégie anti-forces », qui nécessite d'atteindre simultanément un grand nombre de cibles. Le système repose sur un véhicule sub-orbital manœuvrable qui éjecte les unes après les autres les têtes nucléaires vers leurs cibles prédéfinies. Le premier système MIRV opérationnel est monté à partir de 1970 sur le missile intercontinental Minuteman III des États-Unis. La tête thermonucléaire W56 de 1,2 Mt qui équipe les Minuteman I et II est remplacée par trois têtes W62 d'une puissance unitaire de 170 kt, dont 1 725 exemplaires sont produits entre 1970 et 1976,.
L'Union soviétique adopte à son tour cette même technologie : les premiers ICBM SS-18 modifiés pour recevoir un système MIRV à 8 têtes nucléaires sont opérationnels en 1975. La Chine, la France et le Royaume-Uni utilisent également le mirvage.

### Essais nucléaires
Les essais nucléaires sont réalisés dans l'atmosphère, dans l'espace, dans la mer ou sous terre. Depuis 1945, plus de 2 000 essais ont eu lieu, dont plus de 1 100 par les États-Unis et plus de 700 par l'Union soviétique,,. Sur ce total, environ 500 ont eu lieu dans l'atmosphère, plus de 1 500 sous terre, dix-sept à très haute altitude et quatre sous la mer.
Signé en 1963, le traité d'interdiction partielle des essais nucléaires porte sur l'interdiction des essais d'armes nucléaires dans l'atmosphère dans l'espace extra-atmosphérique et sous l'eau, mais laisse les puissances nucléaires libres de réaliser des essais souterrains. Ce traité ne sera observé par la France qu'à partir de 1974 et par la Chine qu'à partir de 1980,.
Ouvert à la signature en 1996, le traité d'interdiction complète des essais nucléaires (TICE ou CTBT en anglais pour « Comprehensive Test Ban Treaty »), interdit tout type d’essai nucléaire quelle que soit l'énergie dégagée. Début 2018, ce traité a été ratifié par 166 États mais n'est pas encore entré en vigueur car plusieurs États dont les États-Unis ne l'ont pas encore fait.
La fin de la guerre froide se traduit par un arrêt progressif des essais nucléaires : l’Union soviétique procède à son dernier essai en 1990, le Royaume-Uni en 1991, les États-Unis en 1992, la France et la Chine en 1996, l'Inde et le Pakistan en 1998. Israël n'a jamais procédé à un essai nucléaire officiellement déclaré. Depuis le début du XXIe siècle, seule la Corée du Nord a procédé à des essais nucléaires.
Les États qui possèdent l'arme nucléaire remplacent les essais réels par des outils de modélisation des armes nucléaires qui leur permettent d'en poursuivre le développement sans enfreindre le TICE. En la matière, la France met en œuvre le programme « Simulation » de 1996 à 2010, puis conclut avec le Royaume-Uni en 2010 un traité « relatif à des installations radiographiques et hydrodynamiques communes ».

### Autres usages de l'arme nucléaire
L'immense énergie délivrée par l'arme nucléaire a conduit à envisager son emploi dans le secteur civil.
Dans le domaine du génie civil, les explosions ont été envisagées pour les excavations et terrassements. Ainsi dès 1958 la commission à l’énergie atomique américaine a proposé l'exploitation de la bombe atomique dans le projet Chariot, mais ce projet a avorté. Le projet Plowshare a fait l'objet de débats aux États-Unis. Malgré le soutien d'Andreï Vychinski, le représentant soviétique aux Nations unies, dès 1949[réf. nécessaire], l'URSS n'a développé l'emploi de l'explosif nucléaire à usage civil qu'à partir de 1965, dans le cadre du projet Explosions nucléaires pour l'économie nationale.
Dans le domaine spatial, l'explosion d'une bombe atomique a été envisagée comme mode de propulsion d'un vaisseau. Ce dispositif a été théorisé en propulsion nucléaire pulsée et soutenait le projet Orion mais fut abandonné en 1963 avec le traité d'interdiction partielle des essais nucléaires.
Dans le domaine météorologique, certaines personnes ont envisagé d'employer une arme atomique dans l'atmosphère pour modifier un orage ou un ouragan. Mais cette théorie a été infirmée par les experts.

## Histoire du développement de l'arme nucléaire
L'arme nucléaire est développée dans le contexte de la Seconde Guerre mondiale, puis dans celui de la course aux armements (guerre froide) qui s'ensuit,.
C'est aux États-Unis que la bombe atomique est mise au point et assemblée durant le projet Manhattan. Le 14 août 1940, le Comité consultatif pour l'uranium, un organisme fédéral créé par Roosevelt, demande dans un mémorandum la création d'un projet de recherche sur le thème de la fission nucléaire et sur ses applications militaires. À cette époque, l'extraction de l'uranium est obtenue à partir d'un minerai, le pechblende du Congo belge, entreposé à New York dès 1940 sur une initiative prise à Bruxelles en 1939. Dans les années suivantes, l'extraction de ce minerai se développe aux États-Unis et au Canada.
La première étape des recherches consiste en l'enrichissement de l'uranium naturel en uranium 235 fissile, c'est-à-dire que l'atome d'uranium peut se « casser » et produire une réaction de fission nucléaire. Durant cette étape de recherche, un second élément fissile est découvert, le plutonium. En 1943, au vu des résultats, il est décidé de passer au stade du développement. Le projet Manhattan voit alors le jour.
Le 16 juillet 1945, sur la base aérienne d'Alamogordo, la première bombe atomique, Gadget, explose lors d'un test baptisé Trinity. Trois semaines après la réussite de cet essai, dans la matinée du 6 août 1945, le président Harry S. Truman, qui a succédé à Franklin Roosevelt décédé le 12 avril, donne l'ordre de larguer une bombe atomique sur un objectif civil, la ville d'Hiroshima. Le 9 août, trois jours plus tard, Truman donne l'ordre de larguer une seconde bombe, Nagasaki est alors visée. La raison d'être de ce bombardement est âprement discutée : pour les uns, il s'agissait d'obtenir la reddition du Japon, mais pour les autres, l'objectif principal était de tester l’efficacité de la bombe et/ou de montrer à l'URSS la supériorité militaire des États-Unis.
Le 15 août, le Japon accepte la capitulation sans conditions, ce qui met fin à la Seconde Guerre mondiale.
Au XXIe siècle, des négociations internationales s'orientent plutôt vers le désarmement nucléaire. Un traité interdisant les armes nucléaires est adopté aux Nations unies le 7 juillet 2017 par 122 votes pour, une voix contre (les Pays-Bas, membre de l'Otan) et une abstention. Toutefois, lors du vote, les pays possédant les armes nucléaires se sont absentés - et ils continuent à développer leurs arsenaux,.

## Vecteurs d'armes nucléaires
| Vecteur                                             | Année | Modèle                |
| --------------------------------------------------- | ----- | --------------------- |
| Bombardier stratégique                              | 1945  | B-29 (Enola Gay)      |
| Bombardier stratégique                              | 1951  | B-47                  |
| Missile balistique à moyenne portée (MRBM / IRBM)   | 1956  | R-5M                  |
| Missile balistique intercontinental (ICBM)          | 1959  | Atlas D               |
| Missile balistique intercontinental (ICBM)          | 1960  | R-7A                  |
| Sous-marin nucléaire lanceur d'engins (SNLE / SSBN) | 1960  | USS George Washington |
| Sous-marin nucléaire lanceur d'engins (SNLE / SSBN) | 1961  | Classe Hotel          |

Une tête nucléaire, associée à un vecteur chargé de l'amener sur la cible, constitue une arme nucléaire opérationnelle à utilisation stratégique ou tactique.
Dans les années 1940 et jusqu'au milieu des années 1950, l'avion est le seul vecteur. Le B-47 est le premier bombardier stratégique américain à réaction ; livré à l'USAF à partir de 1951, il devient pleinement opérationnel en 1953.
Les Soviétiques donnent la priorité au développement de missiles. Puissance continentale, ils tirent parti de leur proximité avec l'Europe occidentale dont ils peuvent atteindre les grandes villes, comme Paris ou Londres, avec des missiles à moyenne portée. En 1956, les premiers missiles R-5M sont opérationnels ; leur portée est de 1 200 km et ils peuvent être équipés de têtes nucléaires différentes d'une puissance comprise entre 80 kt et 1 Mt. Dotés de propulseurs à propergol liquide, plusieurs heures sont nécessaires pour préparer leur lancement.
Les premiers sauts technologiques majeurs ont lieu en 1959 et 1960 avec l'admission en service opérationnel des premiers missiles balistiques intercontinentaux (ICBM) et sous-marins lanceurs d'engins balistiques (SNLE / SSBN). Les Américains commencent à déployer leurs ICBM de type Atlas D en septembre 1959 et les Soviétiques en font autant un an plus tard seulement avec leurs ICBM R-7A. Les premiers sous-marins à propulsion nucléaire lanceurs de missiles balistiques deviennent opérationnels début 1960 aux États-Unis et début 1961 en Union soviétique.
Les progrès concernent ensuite la facilité de mise en œuvre, la précision et la capacité à survivre à une attaque des missiles tirés depuis la terre ou de la mer. Les premiers modèles de missiles intercontinentaux sont propulsés par des moteurs à propergol liquide qui ne peut être stocké et sont lancés depuis des pas de tir à ciel ouvert. Mais dès 1963, les Américains disposent avec les Minuteman I de missiles à propergol solide lancés depuis un silo enterré et protégé, et les Soviétiques commencent à déployer le R-16 à propergol liquide stockable lancé depuis un silo,.

## Stratégie de dissuasion nucléaire
La puissance exceptionnelle des armes nucléaires, démontrée par les bombardements d'Hiroshima et de Nagasaki, conduit rapidement les dirigeants américains à les considérer comme différentes des autres armes et par conséquent à développer des stratégies qui leur sont propres. Lors de la crise de Berlin en 1948 et 1949, puis lors de la guerre de Corée ouverte en 1950, le président Truman se refuse à utiliser l'arme nucléaire, alors que les États-Unis sont en situation de quasi-monopole, puisque l'Union soviétique, qui procède à son premier test en août 1949, ne possède pas encore de véritables capacités opérationnelles nucléaires. Dès lors, se développent des stratégies de dissuasion nucléaire qui demeurent au XXIe siècle une composante essentielle des politiques de sécurité nationale.

### Durant la guerre froide (1947-1989)
Jusqu'à la fin des années 1940, l'arme nucléaire ne possède qu'un potentiel stratégique limité et son emploi éventuel ne relève pas encore de doctrines bien établies. Du côté américain, Truman s'interroge sur la légitimité de cette arme : il engage une démarche d'interdiction de l'arme nucléaire qui aboutit au plan Baruch présenté aux Nations unies en juin 1946 mais rejeté par l'URSS. Parallèlement, il accède aux demandes de l'U.S. Air Force de développer une puissante flotte de bombardiers stratégiques à capacité nucléaire, dans le prolongement de la culture militaire américaine axée sur le bombardement stratégique comme ce fut le cas pendant la Seconde Guerre mondiale.
La dissuasion nucléaire devient une composante essentielle des stratégies de sécurité et de défense des principaux pays protagonistes de la guerre froide dans les années 1950. Eisenhower rend publique par la voix de John F. Dulles en janvier 1954 la doctrine des représailles massives en riposte à toute attaque ennemie. Jusqu'à la crise des missiles de Cuba en 1962, les deux Grands pratiquent à plusieurs reprises la « diplomatie nucléaire », c'est-à-dire la menace plus ou moins explicite d'emploi de ces armes si la partie adverse n'accède pas à leurs demandes.
L'effort des Soviétiques pour rattraper leur retard dans le domaine des vecteurs nucléaires porte ses fruits au début des années 1960 : le monde entre dans l'ère de l'équilibre de la terreur (ou en anglais : Mutual Assured Destruction, les initiales MAD signifiant « fou »), caractérisée par la capacité de seconde frappe de chacun des deux Grands, c'est-à-dire la capacité d'infliger des dommages immenses à l'autre même après une attaque surprise d'envergure contre son territoire ou ses intérêts vitaux,. Nikita Khrouchtchev est conscient de cette situation à haut risque, qui le conduit à introduire la notion de coexistence pacifique par laquelle la guerre entre les deux systèmes capitaliste et communiste n'est pas inévitable et que le communisme triomphera in fine grâce aux contradictions internes au capitalisme et à la supériorité du système communiste.
La destruction mutuelle assurée s'impose et elle restera jusqu'à la chute de l'empire soviétique la pierre angulaire de la stratégie de sécurité nationale des deux Grands. Stratégie de dissuasion, elle vise à rendre impossible la guerre entre les deux Grands et sa réussite se mesure par le non-emploi d'armes nucléaires de destruction massive. Toutefois, les armées américaines et soviétiques disposent à partir du milieu des années 1950 d'armes nucléaires dites tactiques dont l'emploi fait partie des scénarios de guerre en Europe entre les forces de l'OTAN et du Pacte de Varsovie.
Si la Crise des missiles de Cuba connait un dénouement heureux, elle n'en laisse pas moins les dirigeants soviétiques et américains dans l'effroi. De longues négociations s'engagent qui aboutissent à la signature en 1968 du traité de non-prolifération nucléaire (TNP), puis en 1972 à un premier accord de réduction des armements nucléaires stratégiques (SALT I).

### Depuis la fin de la guerre froide (1990 - )
La fin de la guerre froide et la disparition de l'Union soviétique mettent un terme à la course aux armements nucléaires entre les États-Unis et la fédération de Russie, qui se substitue sur le plan international à l'Union soviétique. Signé en 1991, le traité de réduction des armes stratégiques START I qui remplace le traité SALT, planifie une réduction échelonnée sur sept ans des armes et vecteurs nucléaires stratégiques. Sa ratification intervient en 1994 après que la Biélorussie, le Kazakhstan et l'Ukraine, qui ont hérité sur leur sol d'armes nucléaires de l'ex-URSS, s'engagent à les détruire ou à les transférer à la Russie et signent le TNP, évitant ainsi une nouvelle prolifération nucléaire,. Bien que les années 1990 connaissent une baisse des tensions internationales et une importante diminution des budgets de la défense dans le monde, les cinq puissances nucléaires historiques maintiennent en condition leurs forces nucléaires et continuent d'afficher les mêmes postures stratégiques de dissuasion nucléaire qu'auparavant.
Dans les années 2000, la dissuasion nucléaire n'est plus au centre des politiques de sécurité nationale, qui se focalisent sur les nouvelles menaces telles que le terrorisme islamiste ou les cyberattaques et sur les foyers régionaux d'instabilité. La supériorité des États-Unis et de leurs alliés européens en matière d'armes conventionnelles et de nouvelles technologies leur donnent des moyens de dissuasion et d'action suffisants pour y répondre, dans un contexte où l'emploi d'armes nucléaires est politiquement et moralement de plus en plus inacceptable aux yeux de leurs gouvernants et de leur population.
Depuis le milieu des années 2010, la compétition entre les grandes puissances se fait à nouveau plus intense avec la réapparition de la Russie dans le concert mondial, la montée en puissance de la Chine non seulement sur le plan économique, mais aussi sur le plan militaire, et les ambitions régionales fortes de l'Inde ou de l'Iran. Il en résulte un regain d'importance de la dissuasion nucléaire et des arsenaux nucléaires, la Chine et la Russie investissant lourdement pour se doter de capacités nouvelles et les Occidentaux accélérant la modernisation de leurs capacités existantes. Illustrant cette évolution récente, le document « Examen de la Posture Nucléaire » publié par le gouvernement américain en février 2018 affirme que « les menaces mondiales ont nettement augmenté depuis (…) 2010 » et que « les États-Unis se trouvent maintenant dans un environnement de menaces nucléaires plus diverses et technologiquement avancées que jamais auparavant ». Ce document réaffirme que « les capacités nucléaires des États-Unis ne peuvent pas empêcher tous les conflits, (…) mais [elles] apportent une contribution unique à la prévention des actes d’agression de nature nucléaire et non nucléaire » et présente un plan de modernisation substantiel des forces nucléaires américaines.
En 2018, Izumi Nakamitsu, responsable du désarmement aux Nations unies, souligne que « le risque d’utilisation, intentionnelle ou par accident, des armes nucléaires augmente. (…) L’environnement géopolitique se détériore. Les discours sur la nécessité et l’utilité des armes nucléaires se multiplient. Beaucoup considèrent que les programmes de modernisation lancés par les États [qui en sont dotés] conduisent à une nouvelle course aux armements qualitative ».

## Traités de maîtrise des armements nucléaires
Durant la guerre froide, la course aux armements conduit les États-Unis et l'Union soviétique à fabriquer des armes nucléaires en nombre considérable. Les risques et les coûts associés les amènent durant une période de détente à entamer en 1969 les premières négociations relatives à une limitation des armes et des vecteurs nucléaires. Ces négociations aboutissent en 1972 avec la signature des accords SALT I.
En parallèle, les cinq États dotés de l'arme nucléaire veulent éviter sa prolifération. Sous l'égide de l'ONU, le Traité sur la non-prolifération des armes nucléaires, signé en 1968 et entré en vigueur en mars 1970, vise à réduire le risque de prolifération dans le monde et à contrôler l'usage civil du nucléaire via l'AIEA. Il interdit aux cinq États qui possèdent alors l'arme nucléaire d'aider un autre État à acquérir des armes nucléaires.
Avec la disparition du traité ABM de limitation des défenses antimissile en 2002, du traité sur les forces nucléaires à portée intermédiaire (FNI) en 2019, et le retrait américain du traité Ciel ouvert en 2020, le traité New START est le dernier des accords de contrôle et de limitation de leurs armements nucléaires liant les États-Unis et la Russie. New START, entré en vigueur en 2011 pour dix ans, abaisse à nouveau le plafond du nombre de têtes et de vecteurs nucléaires stratégiques. Ce nouveau traité fait suite au SORT signé en 2002, et aux traités SALT et START précédents.
| Élément caractéristique du traité          | START I         | SORT          | New START      |
| ------------------------------------------ | --------------- | ------------- | -------------- |
| Date signature                             | 31 juillet 1991 | 24 mai 2002   | 8 avril 2010   |
| Date entrée en vigueur                     | 5 décembre 1994 | 1er juin 2003 | 5 février 2011 |
| Plafond sur le nombre de lanceurs déployés | 1 600           | 1 600         | 700            |
| Plafond sur les têtes nucléaires déployées | 6 000           | 1 700-2 200   | 1 550          |
| Notes relatives au tableau 1. 2.           |                 |               |                |

## Armes nucléaires dans le monde actuel
| Puissance nucléaire | Armes nucléaires | ICBM | IRBM | Avion | SNLE       |
| ------------------- | ---------------- | ---- | ---- | ----- | ---------- |
| Russie              | 5 889            | ✔️   | ❌   | ✔️    | ✔️         |
| États-Unis          | 5 244            | ✔️   | ❌   | ✔️    | ✔️         |
| Chine               | 410              | ✔️   | ✔️   | ✔️    | ✔️         |
| France              | 290              | ❌   | ❌   | ✔️    | ✔️         |
| Royaume-Uni         | 225              | ❌   | ❌   | ❌    | ✔️         |
| Pakistan            | 170              | ❌   | ✔️   | ✔️    | ❌         |
| Inde                | 164              | ❌   | ✔️   | ✔️    | ✔️         |
| Israël              | 90               | ❌   | ✔️   | ✔️    | [ Note 3 ] |
| Corée du Nord       | 30               | ?    | ?    | ❌    | ❌         |

Les stocks d'armes nucléaires dans le monde se sont accrus sur un rythme élevé durant toute la guerre froide. Ils n'ont cessé de diminuer depuis, mais aucune des cinq puissances disposant d'armes nucléaires au début des années 1990 n'a renoncé à leur possession. Plusieurs traités signés sous l'égide de l'ONU ou directement par les États concernés ont contribué à cette réduction du nombre d'armes nucléaires dans le monde, même si quatre États supplémentaires la possèdent depuis la fin de la guerre froide.
C'est la combinaison de la puissance de la tête nucléaire et du type de vecteur qui détermine le type d'utilisation possible de l'arme. En pratique, la frontière entre arme stratégique et arme tactique n'est pas absolue : une arme conçue comme une arme tactique peut devenir stratégique si elle est utilisée pour attaquer par exemple une ville. La principale bombe nucléaire américaine (la B61) est conçue pour un usage tactique ou stratégique, elle peut aussi bien être lâchée par un chasseur que par un bombardier intercontinental et sa puissance peut être sélectionnée entre 1 et 340 kilotonnes.

### Stocks d'armes nucléaires
Huit États souverains détiennent officiellement des armes nucléaires : les cinq puissances nucléaires de la guerre froide (les États-Unis, la Russie, la Chine, la France et le Royaume-Uni) et trois autres États qui ont acquis depuis cette capacité, l'Inde, le Pakistan et la Corée du Nord. Un neuvième état, Israël, dispose d'une force nucléaire non déclarée.
Ces cinq premiers États sont considérés comme des « États dotés d'armes nucléaires » selon les termes du Traité sur la non-prolifération des armes nucléaires (TNP). Depuis que le Traité sur la non-prolifération des armes nucléaires est entré en vigueur en 1970, trois États qui n'ont pas signé le traité ont effectué des essais d'armes nucléaires, à savoir l'Inde, le Pakistan et la Corée du Nord. La Corée du Nord a fait partie du traité, mais s'en est retirée en 2003. De plus, Israël et l'Afrique du Sud pourraient avoir conjointement procédé à un essai nucléaire secret, détecté par le satellite américain Vela. L'Afrique du Sud a développé des armes nucléaires, mais a démonté son arsenal avant de rejoindre le traité.
Selon les données publiées régulièrement par la Federation of American Scientists, le stock d'armes nucléaires est début 2018 de l'ordre de 14 000 têtes de tous types. Sur ce total, environ 9 300 sont sous contrôle des forces militaires et donc susceptibles d'être montées sur des vecteurs. Sur ce nombre, environ 3 600 têtes sont en permanence déployées sur les vecteurs stratégiques des États-Unis, de la Russie, de la France et du Royaume-Uni, et environ 150 bombes tactiques B61 sont déployées par les États-Unis sur six bases dans cinq pays d'Europe, la Turquie, l'Allemagne, les Pays-Bas, l'Italie et la Belgique,.
Après avoir atteint un pic de plus de 70 000 têtes nucléaires vers la fin de la guerre froide, le nombre d'armes nucléaires a régulièrement diminué depuis en raison des réductions importantes opérées par les États-Unis et la Russie qui possèdent encore à eux deux 93 % des stocks mondiaux,.

### Armes nucléaires stratégiques
Une arme nucléaire stratégique est une arme de grande puissance délivrée par un vecteur à moyenne ou longue portée. Son emploi est régi par la stratégie de dissuasion nucléaire d'une nation, elle est par essence une arme de nature politique, dont l'emploi est considéré en dernier ressort pour protéger les intérêts vitaux de la nation et pouvant viser le cœur de la nation ennemie. Les cibles potentielles de ces armes sont les agglomérations, les installations industrielles et critiques pour l'économie et le fonctionnement de l'État, et les armes nucléaires stratégiques de nations ennemies. Les armes nucléaires stratégiques sont le plus souvent des bombes H de puissance mégatonnique, portées par un bombardier stratégique, un missile intercontinental basé à terre ou un sous-marin lance-engins.
Les États qui possèdent des armes nucléaires veillent à ne pas dépendre d'un seul vecteur afin de ne pas être facilement vulnérables à des progrès dans les technologies de détection et de destruction des vecteurs. Dans les années 1960, durant la guerre froide, les États-Unis et l'Union soviétique développèrent les trois types de vecteurs stratégiques : bombardiers, missiles basés à terre et sous-marins, qui fut baptisée la « triade nucléaire ». Cette politique tient en partie à ce que chacune des trois branches des armées américaines, l'U.S. Army, l'U.S. Air Force et l'U.S. Navy voulaient à tout prix jouer un rôle dans la stratégie nucléaire de leur pays, de peur d'être marginalisée. Des arguments plus rationnels sont aussi avancés : ces vecteurs possèdent des caractéristiques différentes tant dans leur emploi que dans leur capacité à survivre à des frappes ennemies.
La force de dissuasion française repose dans les années 1980 et 1990 sur une triade nucléaire. La décision est prise par le Président Chirac en 1996 de renoncer à la composante de missiles basés à terre. Depuis lors, la dissuasion nucléaire de la France repose sur deux composantes, océanique et aéroportée, dont le maintien et la modernisation sont confirmés par la Revue stratégique de 2017.
L'Inde rejoint en 2016 le groupe des États qui disposent de la triade nucléaire avec le commissionnement du premier SNLE de la classe Arihant.
| Puissance nucléaire | Vecteur terrestre | Vecteur terrestre            | Vecteur aérien                     | Vecteur aérien                                    | Vecteur sous-marin | Vecteur sous-marin   |
| ------------------- | ----------------- | ---------------------------- | ---------------------------------- | ------------------------------------------------- | ------------------ | -------------------- |
| États-Unis          | ICBM              | LGM-30F Minuteman III        | B61, B83, AGM-86 ALCM, AGM-129 ACM | B-52H, B-2A et F35A                               | Trident            | Classe Ohio          |
| Russie              | ICBM              | SS-18 / 19 /25 / 27 / 30     | Kh-102, Kalibr, Kh-47M2 Kinjal     | MiG-31, Su-24, Su-34, Tu-22M, Tu-95 et Tu-160     | R-30 Boulava       | Classe Boreï         |
| Chine               | ICBM              | CJ-20, DF-5 et DF-41         | KD-20                              | Xian H-6K                                         | JL-2               | Classe Jin           |
| Inde                | MRBM              | Agni-III / IV / V, BrahMos   | BrahMos                            | Mirage 2000 H, Soukhoï Su-30                      | Agni V             | Classe Arihant       |
| Pakistan            | MRBM              | Shaheen-II, Shaheen-III (en) | Hatf 8                             | F-16, JF-17 Thunder et Mirage III modifiés (ROSE) | Hatf 7             | Classe Agosta        |
| France              | ❌                | ❌                           | ASMP-A                             | Rafale                                            | M51                | Classe Le Triomphant |
| Royaume-Uni         | ❌                | ❌                           | ❌                                 | ❌                                                | Trident            | Classe Vanguard      |

### Armes nucléaires tactiques
L'arme nucléaire tactique est conçue pour être utilisée dans le cadre de la tactique militaire. En principe de puissance faible ou modérée (de quelques kilotonnes à quelques dizaines de kilotonnes) utilisée pour attaquer et détruire les forces ennemies sur le champ de bataille mais aussi les arrières (lignes de ravitaillement, poste de commandement, système de communication).
Dès les années 1950, les deux superpuissances développèrent toute une gamme de têtes nucléaires équipant une grande variété de vecteurs : de la bombe larguée par chasseur-bombardier au missile balistique de courte/moyenne portée - le plus répandu étant le Scud et ses dérivés -, en passant par le missile air-air, le missile sol-air ou anti-missile, la torpille anti-sous-marine, les mines maritimes ou terrestres, l'obus d'artillerie, jusqu'aux charges de démolition transportables à dos d'homme. Les missiles Pluton et Hadès français entrent dans cette catégorie.

### Caractéristiques d'armes nucléaires opérationnelles dans les années 2010
| État                   | Arme nucléaire | Arme nucléaire | Arme nucléaire | Arme nucléaire | Missile porteur de l'arme | Missile porteur de l'arme | Missile porteur de l'arme | Missile porteur de l'arme | Missile porteur de l'arme | Vecteur primaire | Vecteur primaire     | Vecteur primaire | Ref.   |
| État                   | Arme           | Type           | Puissance (kt) | Nbr.           | Missile porteur           | Portée                    | MIRV                      | CEP (m)                   | Nbr.                      | Type Vecteur     | Vecteur              | Nbr.             | Ref.   |
| ---------------------- | -------------- | -------------- | -------------- | -------------- | ------------------------- | ------------------------- | ------------------------- | ------------------------- | ------------------------- | ---------------- | -------------------- | ---------------- | ------ |
| Drapeau de la France   | TNO            | H              | 100            | 48             | M51                       | 9 000                     | 6                         |                           | 48                        | SNLE             | Classe Le Triomphant | 4                |        |
| Drapeau des États-Unis | W78            | H              | 350            | 920            | Minuteman III             | 13 000                    | 3                         | 200                       | 450                       | _                | _                    | _                |        |
| Drapeau des États-Unis | B61 Mod.11     | H              | 340            | 750            | _                         | _                         | _                         | _                         | _                         | Bombardier       | B-2 Spirit           | 20               | [ 58 ] |
| Drapeau de la Russie   | NC             | H              | 100            | NC             | RSM-54 Sineva             | 8 300                     | 4                         | 500                       |                           | SNLE             | Delta IV             | 7                | [ 59 ] |
| Drapeau du Royaume-Uni | W76-1          | H              | 100            | NC             | Trident II (D5)           | 11 300                    | 8                         | 380                       |                           | SNLE             | Classe Vanguard      | 4                |        |

## Légitimité internationale des armes nucléaires

### Au regard du droit international
La Cour internationale de justice rend le 8 juillet 1996 un avis consultatif qui déclare que « la menace ou l'emploi d'armes nucléaires serait généralement contraire aux règles du droit international applicable dans les conflits armés », néanmoins, la cour précise en conclusion qu'« au vu de l'état actuel du droit international, ainsi que des éléments de fait dont elle dispose, la Cour ne peut cependant conclure de façon définitive que la menace ou l'emploi d'armes nucléaires serait licite ou illicite dans une circonstance extrême de légitime défense dans laquelle la survie même d'un État serait en cause »,.
Une coalition d'ONG, rassemblées sous le sigle « Campagne internationale pour l'abolition des armes nucléaires » (ICAN), déploie durant la décennie 2010 une activité intense pour mettre hors la loi les armes nucléaires. En 2017, malgré l'opposition des puissances nucléaires, l’assemblée générale des Nations unies adopte le Traité sur l'interdiction des armes nucléaires qui prohibe l'utilisation, le développement, la production, les essais, le stationnement et la menace d'utilisation de telles armes. L'ICAN est récompensé de ses efforts par le prix Nobel de la paix la même année. L'entrée en vigueur du traité requiert sa ratification par 50 États, seuil qui est franchi le 24 octobre 2020. Bien que le traité n'ait pas été signé par les pays détenteurs de l'arme atomique, les militants pro-abolition espèrent que le texte aura une portée plus que symbolique.

### Mouvement antinucléaire

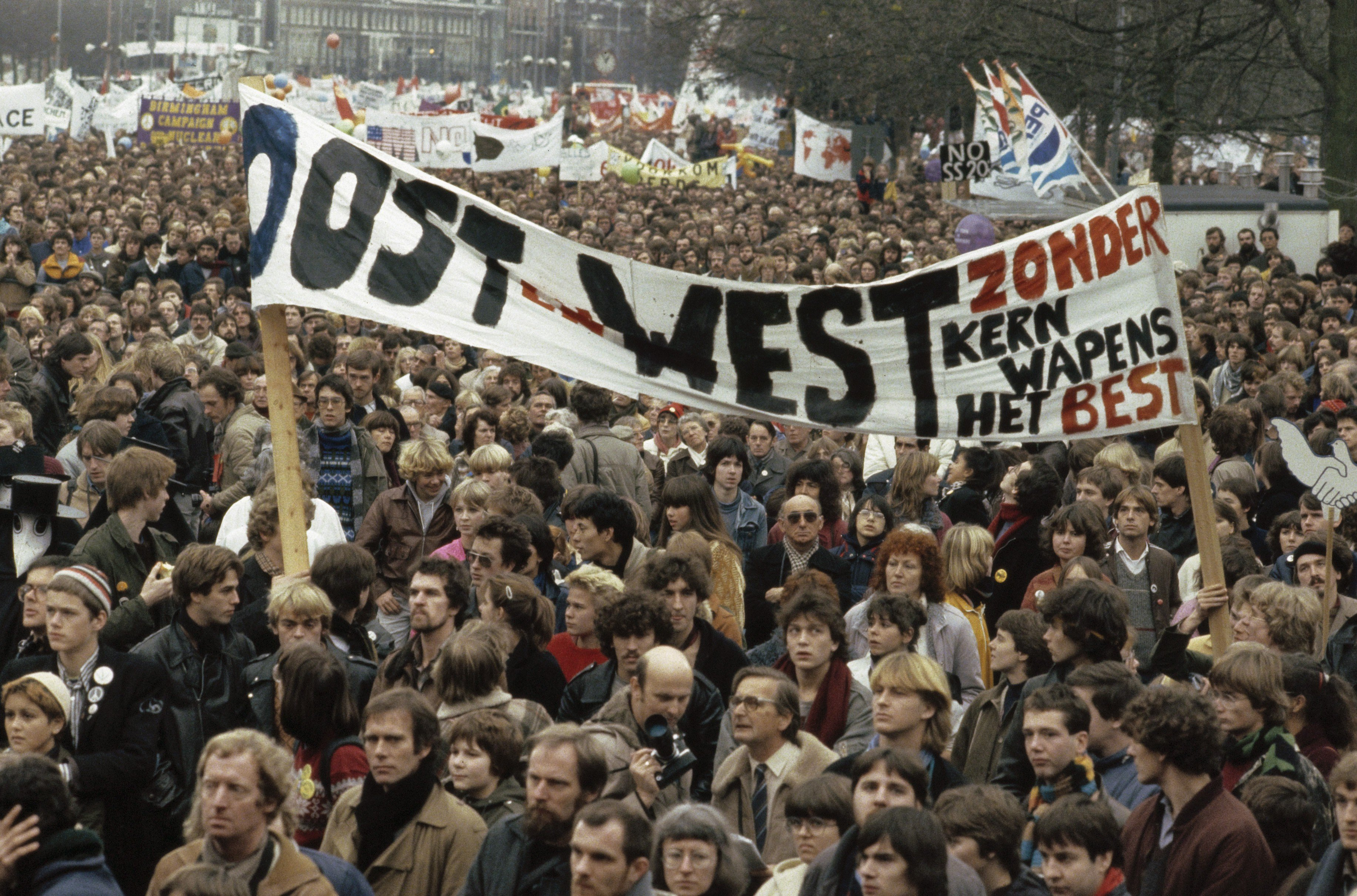
Manifestation contre les missiles nucléaires, Amsterdam en 1981.

Le mouvement antinucléaire, d'inspiration pacifiste, nait en réaction aux bombardements d'Hiroshima et de Nagasaki puis prend de l'ampleur avec la multiplication d'essais nucléaires toujours plus puissants et accompagnés de retombées radioactives. À Nagasaki et Hiroshima se déroulent tous les ans durant plus d'une semaine les conférences internationales contre les bombes A et H. En août 2018, 25 délégations de 25 pays différents, issues de divers mouvement anti-nucléaires, pour la France, le Mouvement de la paix,, étaient présentes.
Des personnalités s'engagent en faveur d'un monde sans arme nucléaire. Par exemple, Frédéric Joliot-Curie lance en 1950 l'Appel de Stockholm pour interdire la bombe nucléaire dans le monde. En 1958, sous l'impulsion de Bertrand Russell la Campagne pour le désarmement nucléaire en Grande-Bretagne lance la première marche d'opposition aux armes nucléaires.
Depuis les années 2000 des milliers de personnalités qualifiées plaident pour le désarmement nucléaire, à commencer par plusieurs Secrétaires généraux de l'ONU, le Pape, des Présidents de la République, des Ministres de la Défense, des Ministres des Affaires Étrangères, des Chefs des Armées, y compris des forces nucléaires, des scientifiques, Parlementaires, Maires, des représentants de groupes de réflexion et d'autres sociétés civiles et de nombreuses associations.
Nourrie aussi par les mouvements écologistes, l'opposition au nucléaire vise de plus en plus toutes ses formes d'utilisation, civiles et militaires. Par exemple, l'ONG Greenpeace organise depuis 1971 des actions de terrain spectaculaires pour dénoncer les essais nucléaires ou les dangers liés à l'exploitation de centrales nucléaires.
Cependant, la possession d'armes nucléaires bénéficie d'un soutien assez fort de la population dans son ensemble. En France, selon un sondage IFOP-DICoD réalisé en 2017, 69 % des personnes interrogées estiment que la France a besoin de la dissuasion nucléaire et des forces conventionnelles pour assurer sa défense et 72 % considèrent notre arme nucléaire comme crédible pour dissuader un éventuel agresseur.

## Effets destructeurs

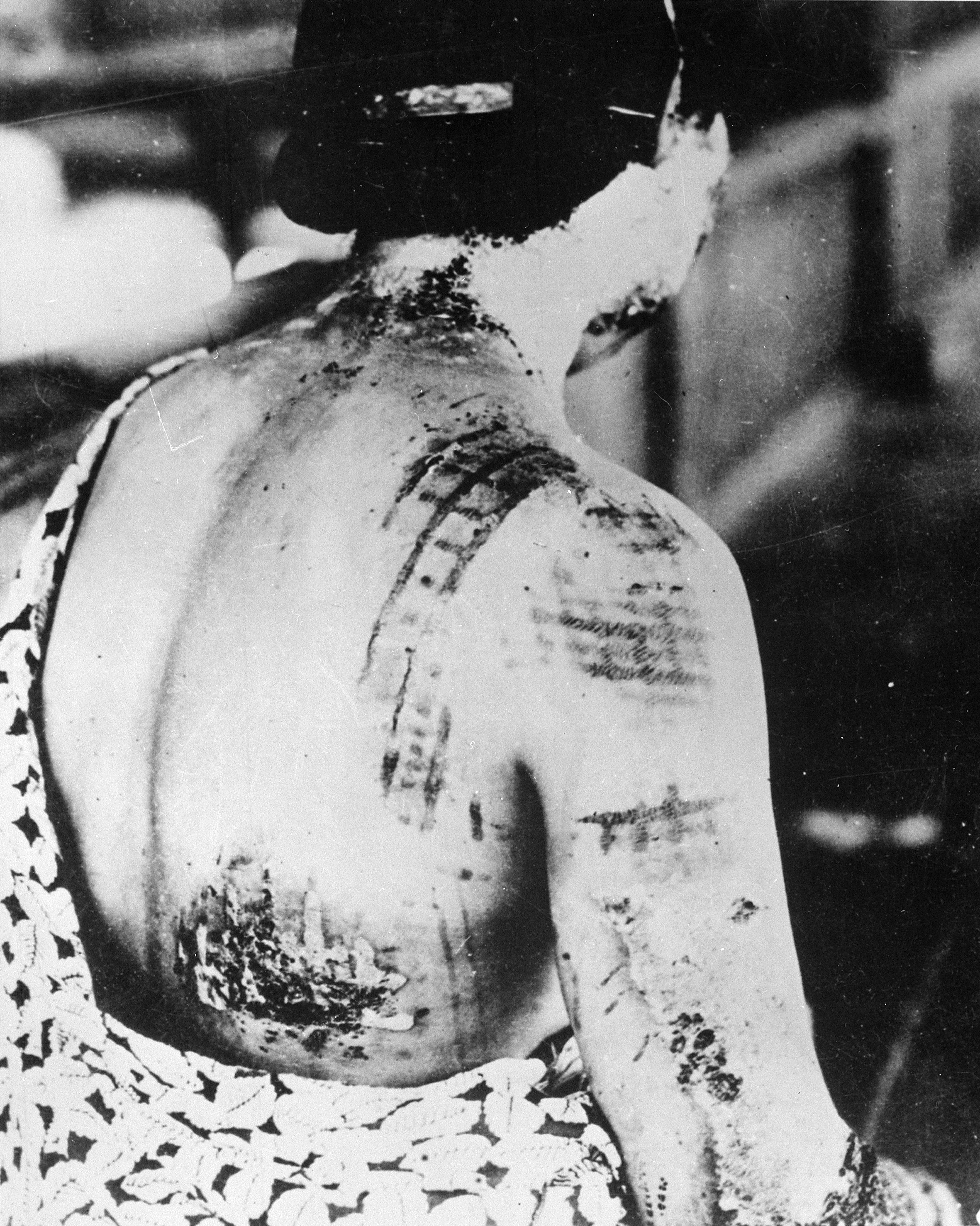
Brûlures d'une femme japonaise à la suite d'une explosion nucléaire en 1945.

Les principaux effets d'une explosion atomique sont l'effet de souffle, la chaleur, l'impulsion électromagnétique et le rayonnement ionisant. Les aspects particuliers de ce type de bombe, qui la distinguent des explosifs traditionnels (et de ceux d'un accident nucléaire) et en font une menace beaucoup plus importante, sont sa puissance et les effets spécifiques dus à l'utilisation de matériaux radioactifs.

### Effet de souffle
L'énergie de l'explosion est beaucoup plus importante que celle d'un explosif traditionnel : un explosif traditionnel étant de l'ordre d'une tonne de TNT, l'énergie d'une arme nucléaire se mesure en kilotonnes (kt) ou en mégatonnes (Mt) équivalent en TNT, soit mille à un million de fois plus.
Une onde de choc provoque un déplacement important et rapide de l'air environnant, exerçant ainsi une contrainte (pression) sur les objets environnants. Le souffle de l'explosion détruit tous les bâtiments aux alentours et provoque des lésions et la surdité des personnes qui sont proches de l'explosion. Une fois l'onde de choc passée, de forts vents créés par l'effet de vide (dépression, contrainte opposée) dû à l'explosion, semblables à ceux d'un cyclone tropical ou d'une tornade de forte intensité, finissent de démolir les bâtiments qui seraient encore debout.
La fuite d'atmosphère entraînerait aussi des conséquences climatiques, en enlevant en partie l'effet de serre (phénomène présent à haute altitude majoritairement) et en accélérant la propagation de la chaleur de l'atmosphère en haute altitude vers le sol, vérifiable par un modèle isentropique de l'atmosphère prise entre le sol chauffé par le soleil (et l'effet de serre), et le dôme (mésosphère) chauffé par le soleil, les deux séparés par un modèle isentropique de propagation de la température sous forme de pression[pas clair][réf. nécessaire].

### Chaleur
Un tiers environ (35 %) de l’énergie d'une bombe nucléaire est dissipée sous forme de rayonnements lumineux, principalement infrarouges, qui transmettent la chaleur de l'explosion nucléaire. Cette chaleur est telle qu'elle peut déclencher des incendies et causer des brûlures sur les personnes jusqu'à des distances de plusieurs kilomètres. Pour donner un ordre de grandeur, une bombe de 10 Mt provoque des brûlures jusque dans un rayon de 30 kilomètres.
À cela peuvent s'ajouter des éblouissements voire plus rarement des brûlures aux rétines pour ceux qui regardent l'explosion.

### Impulsion électromagnétique
Une explosion nucléaire provoque un déplacement d'électrons, qui crée un courant électrique. Ce courant est tel qu'il détruit immédiatement et complètement la plupart des circuits électroniques, puis perturbe pendant des dizaines voire des centaines de secondes les alimentations électriques qui ont survécu.
Cet effet n'a d'incidence notable que dans le cas des explosions à très haute altitude ou dans l'espace.

### Radiations
L'effet immédiat de l'irradiation due à une arme nucléaire peut être de deux types :
- au moment de l'explosion, une irradiation immédiate et directe, pour les personnes proches de l'explosion, qui peut être très intense (voir Syndrome d'irradiation aiguë). Pour une arme nucléaire classique, l'irradiation ne constitue pas une menace supplémentaire, car les zones où l'irradiation est significative sont également celles où l'effet de souffle et de chaleur est très fortement destructeur. Ce n'est que dans le cas d'une bombe à neutrons que l'effet spécifique de l'irradiation est employé à des fins militaires ;
- à plus long terme, une pollution radioactive éventuelle, due aux retombées radioactives des éléments de la bombe et des éléments contaminés, qui peuvent être transportés par les mouvements d'air sur de très grandes distances. Cette irradiation est moins intense, mais plus importante du point de vue du nombre de personnes touchées. L'irradiation peut être suffisamment importante pour interdire l'accès aux zones de retombées pendant quelques jours.

Les effets à long terme sont à relativiser d'après les résultats du suivi médical des survivants de Hiroshima et Nagasaki, :
- il existe bien une augmentation des taux de cancers, significative, mais moins importante que ceux liés à d'autres causes comme le tabagisme. Même pour les sujets exposés aux plus fortes doses, l'excès de cancer ne semble pas dépasser 4 % (l'incidence normale du cancer étant de l'ordre de 20 %, un excès de 4 % fait passer ce risque à 24 %, soit un « risque relatif » de 20 points d'augmentation) ;
- contrairement aux idées reçues, il n'a pas été observé d'augmentation statistiquement significative des malformations ou de troubles génétiques chez les descendants de survivants irradiés, quoiqu'une tendance se dégage[71].

### Impact climatique
Selon certains scénarios aujourd'hui invalidés, si une guerre nucléaire venait à être déclenchée et mener à l'emploi de plusieurs milliers de bombes nucléaires mégatonniques, des impacts mesurables sur le climat de la Terre pourraient se faire ressentir. Les incendies en masse déclenchés par l'effet de chaleur, ainsi que le soulèvement de la poussière pourraient provoquer la formation d'un gigantesque manteau de suie et de poussière dans la stratosphère, qui occulterait les rayons du Soleil. Il s'ensuivrait, pendant quelques jours seulement ou plusieurs années, ce que l'on appelle communément un hiver nucléaire.
Ces scénarios, imaginés à l'époque de la course aux armements, ne sont pas réalistes aujourd'hui : les explosions nucléaires mégatonniques de l'époque (dont le type extrême a été la Tsar Bomba) ont une fonction de propagande, mais aucun intérêt militaire (faible intérêt tactique ; vecteurs inexistants ou beaucoup trop limités pour ces bombes surdimensionnées). Cependant, si les arsenaux actuels, de puissance plus limitée, ne sont pas capables d'engendrer un tel scénario, un conflit nucléaire même régional pourrait déclencher une famine nucléaire.

## Dans la culture
De nombreuses œuvres de fiction utilisent l'arme atomique comme élément narratif.

### Au cinéma
- 1959 : Hiroshima, mon amour d'Alain Resnais. Rencontre d'une française et d'un japonais à Hiroshima, lors d'un tournage pour la paix après les bombardements atomiques d'Hiroshima et de Nagasaki.
- 1959 : Le Dernier Rivage de Stanley Kramer. La fin de l'humanité après la Troisième Guerre mondiale.
- 1964 : Docteur Folamour de Stanley Kubrick.
- 1965 : La Bombe de Peter Watkins. Documentaire-fiction où le réalisateur essaye d'imaginer ce que provoquerait une attaque nucléaire sur l'Angleterre.
- 1970 : Le Secret de la planète des singes. Explosion nucléaire durant la guerre hommes-singes.
- 1981 : Malevil de Christian de Chalonge, d'après le roman de Robert Merle.
- 1983 : Wargames de John Badham. Un piratage informatique et une IA risquent de provoquer une guerre atomique globale.
- 1983 : Le Jour d'après. Un échange nucléaire massif entre l'URSS et les États-Unis du point de vue des habitants d'une petite ville du Midwest (États-Unis). Les premiers impacts des MIRV soviétiques sont précédés par la détonation d'une charge dans la haute atmosphère. Elle paralyse tous les systèmes électriques et électroniques du pays par effet IEM.
- 1984 : Threads, téléfilm de la BBC. Il décrit les effets d'une guerre nucléaire.
- 1984 : Terminator. Guerre nucléaire mondiale provoquée par les machines.
- 1991 : Terminator 2 : Le Jugement dernier. Guerre nucléaire mondiale provoquée par les machines.
- 1994 : True Lies. Terrorisme nucléaire. Une des scènes d'explosion nucléaire les plus réalistes du cinéma. Les personnages, à distance de sécurité, se protègent les yeux au moment du flash lumineux qui a lieu dans un silence complet. Le grondement arrive alors que le champignon s’élève déjà haut dans le ciel.
- 1995 : USS Alabama. Mission de frappe nucléaire contre des dissidents russes s'étant emparés d'ICBM et s'apprêtant à les lancer sur les États-Unis... finalement annulée après la reddition inconditionnelle des forces rebelles russes.
- 1996 : Broken Arrow. Deux bombes nucléaires B83 sont volées par un groupe de terroristes.
- 1996 : Independence Day de Roland Emmerich. Attaque contre un vaisseau alien par un bombardier B-2 avec un missile de croisière AGM-86 armé d'une tête nucléaire.
- 1997 : Postman. Hiver nucléaire
- 2002 :  La Somme de toutes les peurs. Terrorisme nucléaire.
- 2003 : Terminator 3 : Le Soulèvement des machines.
- 2007 : Aliens vs. Predator: Requiem. Frappe tactique avec une bombe nucléaire B61 pour exterminer les aliens.
- 2007 : Sunshine. 2 bombes géantes dirigées vers le centre du soleil.
- 2008 : Indiana Jones et le Royaume du crâne de cristal.
- 2009 : Terminator Renaissance.
- 2010 : Le Livre d'Eli. Hiver nucléaire
- 2010 : Skyline. Attaque contre un vaisseau alien à l'aide d'un missile de croisière AGM-129 armé d'une tête nucléaire.
- 2012 : The Avengers. Un avion envoie un missile nucléaire sur New York, missile détourné par Iron-Man sur le vaisseau principal des envahisseurs aliens.
- 2013 : Wolverine : Le Combat de l'immortel. La bombe atomique est envoyée au Japon pendant que Wolverine est enfermé en cellule.
- 2016 : Dans un recoin de ce monde. La vie quotidienne d'une famille dans la Seconde Guerre mondiale et les conséquences de la bombe nucléaire sur leurs vies et leurs proches.
- 2019 : Le Chant du loup. Le tir d'un missile balistique R-30 par des terroristes amène la France à croire que la Russie lance une attaque nucléaire et à lancer une riposte atomique.
- 2023 : Oppenheimer, réalisé par Christopher Nolan, retrace la vie de Robert Oppenheimer, directeur scientifique du projet Manhattan. Le film explore son rôle central dans le projet et les dilemmes moraux liés à l’usage de l’arme nucléaire.

### Dans les romans
- La Somme de toutes les peurs de Tom Clancy : un acte de terrorisme nucléaire entraîne les États-Unis et l'URSS au bord de la guerre atomique
- L'Ours et le Dragon, de Tom Clancy : la Chine communiste expédie des missiles nucléaires en réponse à une guerre conventionnelle qu'elle perd complètement, on y voit aussi des missiles antibalistiques)
- Le Cinquième Cavalier, de Dominique Lapierre et Larry Collins, imagine le premier chantage nucléaire de l'histoire (bombe nucléaire à New-York)
- Malevil de Robert Merle
- La Nuit des temps de René Barjavel
- Dans La Fin de l'Éternité, de Isaac Asimov, il est sous-entendu que l'invention de la bombe atomique est provoquée par une personne du futur qui a voyagé dans le temps (la première explosion nucléaire n'aurait pas dû arriver avant le XXXe siècle).
- Le Fléau (roman) de Stephen King.
- L'Étoile de Pandore de Peter F. Hamilton : une race extra-terrestre utilise massivement des armes nucléaires sur sa propre planète, provoquant un hiver nucléaire.

### Dans les jeux vidéo
- Dans la saga Earth 2150, l'arme suprême de la Dynastie Eurasienne est l'arme nucléaire.
- Dans le jeu Metro 2033 le monde est dévasté par une guerre nucléaire mondiale. L'action se situe à Moscou, détruite à la suite d'une frappe nucléaire.
- Dans le jeu Mercenaries 2, le joueur a besoin d'une tête nucléaire pour détruire un bunker ennemi résistant à toutes sortes de bombes anti-bunker classiques. Pour acquérir l'arme et y déloger le dictateur vénézuélien retranché à l'intérieur de la forteresse, le joueur devra au préalable effectué une mission pour l'une des deux factions principales du jeu (les Nations Alliées ou la Chine).
- Dans la série de jeux Civilization, un joueur peut construire des ICBM (pour Intercontinental Ballistic Missile) et les lancer n'importe où sur la carte. Le même système existe dans le jeu vidéo Humankind.
- Dans le jeu Postal²: Apocalypse Week-end, de la série très controversée Postal : le personnage principal décide d'achever son week-end par un feu d'artifice, en l'occurrence, une bombe nucléaire.
- Dans la série de jeux vidéo Fallout, les États-Unis sont entièrement dévastés après qu'une Troisième Guerre mondiale, principalement entre les États-Unis et la Chine, s'est terminée par un largage massif de bombes nucléaires. L'histoire post-apocalyptique du jeu se déroule plusieurs années après l'explosion des dernières bombes.
- Dans le jeu de tir à la première personne Call of Duty 4: Modern Warfare, les forces américaines sont décimées par l'explosion d'une bombe nucléaire à la fin de l'acte I, provoquant entre autres la mort du personnage jouable Paul Jackson.
- Dans sa suite, Modern Warfare 2, un missile nucléaire est lancé au-dessus de Washington, dans l'espace, afin de servir de bombe IEM. La bombe nucléaire apparaît aussi dans son mode multijoueur et permet de tuer tous les joueurs ainsi que d'arrêter la partie instantanément.
- Dans le jeu Frontlines: Fuel of War, l'Alliance de l'Étoile Rouge utilise à plusieurs reprises des armes nucléaire tactiques dans le but d'anéantir les forces de la Coalition Occidentale.
- Dans le jeu de tir Killzone 2, le haut-commandement helghast, en possession de la bombe nucléaire Sable Rouge (volée à l'ISA), met la main sur les codes nucléaires permettant d'activer la bombe et la fait exploser sur la capitale, Pyrrhus, dans l'espoir de détruire les forces de l'ISA de la ville. Pyrrhus est ravagée par l'explosion nucléaire et une grande partie de la ville n'est plus qu'un immense champ de ruines et de gravats.
- La saga Metal Gear comporte à chacun de ses épisodes la situation d'une attaque terroriste à l'aide d'armes nucléaires. Le jeu détaille bien certaines réalités, telles que le désarmement des deux grandes puissances ou encore la dissuasion nucléaire.
- Dans le jeu vidéo Crysis, une bombe atomique est lancée sur une île où se trouvent des aliens.
- Dans le jeu Pacific Storm 2 on peut lancer des bombes nucléaires à partir d'un B-29.
- Lors du dernier niveau de Just Cause 2, Rico envoie le missile nucléaire dans l'océan pour y détruire le champ pétrolifère.
- Dans le jeu Ace Combat : The Belkan War, une des missions consiste à intercepter une flotte de bombardiers nucléaires. Plusieurs explosions auront cependant lieu, provoqués par les ennemis sur leurs propres territoires pour stopper la progression alliée.
- Dans StarCraft et StarCraft II les ghosts peuvent lancer des missiles nucléaire
- Dans Machines un bâtiment permet de lancer des missiles nucléaires
- Dans Painkiller un niveau affiche une explosion nucléaire figée
- Dans Supreme Commander, il est possible de construire et de lancer des « missiles stratégiques » depuis des sous-marins, ou bien des silos consacrés.
- Dans World in Conflict, un missile nucléaire tactique est utilisé sur le sol américain pour stopper les troupes soviétiques qui ont débarqué à Seattle.
- Dans le jeu Battlefield 3, l'intrigue de la campagne solo tourne autour du vol de têtes nucléaires russes par des terroristes islamistes, dont le projet est de les faire exploser à Paris et New York.
- Dans le jeu Rise of Nations, dans la campagne Guerre Froide, le joueur peut construire à l'âge moderne des silos de missiles permettant d'envoyer des missiles conventionnels ou des armes nucléaires sur les villes adverses.